# Willem van den Broeck

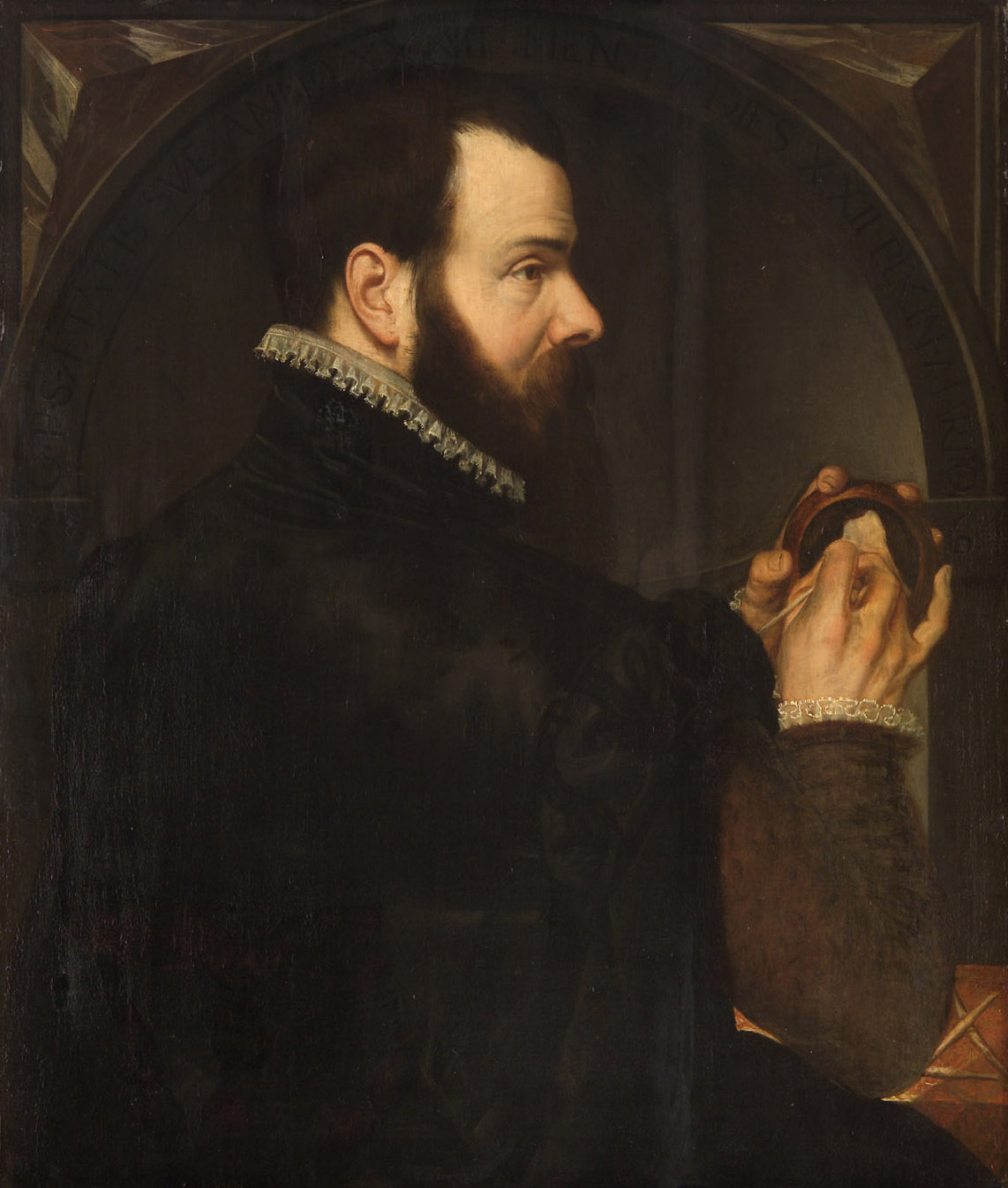
Willem van den Broeck, Selbstbildnis als Wachsbossierer, 1564

Willem van den Broeck (* 1530 in Mechelen; † 1580 Antwerpen), genannt Guillelmus Paludanus, war ein flämischer Bildhauer der Renaissance.

## Leben
Willem van den Broeck war Bruder der Maler Crispin van den Broeck und Hendrick van den Broeck. Er ist 1557 als Freimeister der Lukasgilde in Antwerpen nachgewiesen und wurde 1559 Bürger der Stadt. 1566/67 empfing er Zahlungen für drei Statuen, die in der Liebfrauenkathedrale unter dem Kruzifix Aufstellung fanden. 1571/73 arbeitete er für das Kloster San Leonardo in Alva. Der Sockel des 1571 in der Zitadelle von Antwerpen aufgestellten Standbildes Herzog Albas stammte von ihm. Dieses Denkmal wurde bereits 1577 zerstört.
In Norddeutschland haben sich von ihm Alabaster-Reliefs erhalten: Fünf Reliefs mit „Alabasternen Historien“ in der Kapelle des Schweriner Schlosses, die von ihm signierte „Erhöhung der ehernen Schlange“ gilt für Schwerin als eine seltene Kostbarkeit. Der Alabaster war von Herzog Johann Albrecht I. 1562 persönlich in einem damals neu aufgeschlossenen Steinbruch bei Uslar im Solling ausgesucht worden. Im Lübecker Dom finden sich ebenfalls seine Alabaster-Reliefs wie die „Himmelfahrt Christi“ an der Kanzel des niederländischen Steinmetzen Hans Fleminck aus dem Jahr 1568.
Weitere Alabaster-Reliefs von ihm: Ein Kalvarienberg im Louvre und ein Garten Eden in Brüssel.

## Einzelbelege
1. ↑  Unwissen und Missverständnisse im vormodernen Friedensprozess. S. 53 (Standbild Herzog Albas).
2. ↑  Schlie: Die Amtsgerichtsbezirke Wismar, Grevesmühlen, Rehna, Gadebusch und Schwerin. S. 589 ff.
3. ↑  Abbildung (Seite nicht mehr abrufbar, festgestellt im Mai 2019. Suche in Webarchiven)  Info: Der Link wurde automatisch als defekt markiert. Bitte prüfe den Link gemäß Anleitung und entferne dann diesen Hinweis. aus den Mecklenburgischen Monatsheften 1926.
4. ↑  Schlie: Die Amtsgerichtsbezirke Wismar, Grevesmühlen, Rehna, Gadebusch und Schwerin. S. 586.
5. ↑  Abbildung
6. ↑  Abbildung

| Personendaten    | Personendaten |
| ---------------- | --- |
| NAME             | Broeck, Willem van den |
| ALTERNATIVNAMEN  | Broeck, Guillaume van den; Broecke, Willem van den; Poel, Guillaume van den; Poel, Willem van den; Broueke, Guillaume van den; Broueke, Willem van den; Paludanus, Guillaume van den; Paludanus, Willem van den; Palidanus, Guillaume van den; Palidanus, Willem van den; Paludano, Guillermo; Paledaen, Guillaume; Paledamus, Guillaume |
| KURZBESCHREIBUNG | flämischer Bildhauer der Renaissance |
| GEBURTSDATUM     | 1530 |
| GEBURTSORT       | Mechelen |
| STERBEDATUM      | 1580 |
| STERBEORT        | Antwerpen |